# Českomoravská-Kolben-Daněk
La Českomoravská-Kolben-Daněk, meglio nota con la sua sigla ČKD, è un'azienda ceca con origini cecoslovacche attiva nella progettazione, sviluppo e commercializzazione di veicoli ferroviari.
Fondata nel 1927 produsse in passato anche motociclette, con il marchio BD, e veicoli militari, negli anni trenta per le forze armate cecoslovacche e successivamente, dopo l'annessione alla Germania nazista come Protettorato di Boemia e Moravia e rinominata Böhmisch-Mährische Maschinenfabrik (BMM), per la Wehrmacht.

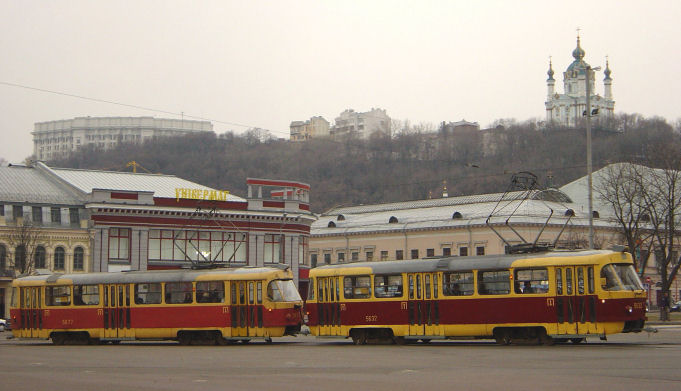
ČKD Tatra T3 a Kiev

## Storia
ČKD venne istituita nel 1927 dalla fusione della Českomoravská-Kolben, fondata nel 1896, fabbricante di macchine per dighe, e la Breitfeld-Daněk, fondata nel 1854, fabbricante di macchine per miniere e per la conservazione.
Dal 1927 fino al 1929 la ČKD produsse anche motociclette progettate da Jaroslav František Koch. Il motore era un monocilindrico a quattro tempi con valvole in testa di 500cc. Fu venduta a marchio BD, identificante la Breitfeld-Daněk. Nel 1929 ČKD vendette la divisione motociclette a Praga Hostivař, che rinominò il marchio in Praga. Fu un fornitore primario della Cecoslovacchia in ambito militare negli anni '30.
Durante l'occupazione tedesca della Cecoslovacchia, l'azienda fu rinominata in BMM Böhmisch-Mährische Maschinenfabrik AG e fabbricò armi per la Wehrmacht. Il prodotto di punta fu il Panzer 38(t) e lo Jagdpanzer 38(t), basato sul Panzer 38(t).
Nel secondo dopoguerra, ČKD fu nazionalizzata e divenne produttore leader di tram attraverso la controllata ČKD Tatra (comunemente chiamata Tatra, ma separata dalla automobili Tatra). Dagli anni '30 fino agli anni '50, ČKD fornì impianti elettrici per i filobus Tatra, come anche per Škoda fino a che Škoda iniziò ad autoprodurseli. ČKD Tatra fabbricò inoltre vagoni per metropolitana e locomotive diesel, per il blocco orientale. Locomotive della serie T furono esportate in URSS e rinominate "ЧМЭ" (Lokomotiva ČME3). Il gruppo ČKD nell'era comunista occupò fino a 50.000 persone.
Dopo il 1989, con il crollo del comunismo, l'azienda perse buona parte dei suoi clienti. Nel 1994 fu privatizzata. Nel 1998 vi fu insolvenza e la società chiuse. Alcune società controllate ritornarono allo Stato attraverso la banca IPB. La divisione ČKD Dopravní systémy (CKD Trasporti, fino al 1997 ČKD Tatra), fu venduta alla Siemens AG nel 2001, e la Společnost kolejových vozidel (SKV), nel febbraio 2002.

## Prodotti noti
- St vz. 39
- LT vz. 34
- Panzer 38(t)
- BS-80 Lokomotiva
- Lokomotiva ČME3
- T 466.3 Lokomotiva
- T 434.0 Lokomotiva
- T 478.3 Lokomotiva
- ČKD T-669
- 709.6 Lokomotiva
- R1 Metrocar